# Liste der Kulturdenkmale in Berlin-Lichtenberg

Lage von Lichtenberg in Berlin

Die Liste der Kulturdenkmale von Lichtenberg enthält alle Kulturdenkmale des Berliner Ortsteils Lichtenberg im Bezirk Lichtenberg.

## Denkmalbereiche (Ensembles)
| Nr.      | Lage | Offizielle Bezeichnung | Bestandteile / Beschreibung | Bild                                                                                     |
| -------- | --- | --- | --- | ---------------------------------------------------------------------------------------- |
| 09096520 | Fanningerstraße 32 Atzpodienstraße 9–11 Frankfurter Allee 231A Hubertusstraße Siegfriedstraße (Lage)                                                                             | Oskar-Ziethen-Krankenhaus & Städtisches Entbindungsheim Gesamtanlage siehe: Fanningerstraße 32 | Weiterer Bestandteil des Ensembles: | Weiterer Bestandteil des Ensembles:                                                      |
| 09096520 | Fanningerstraße 32 Atzpodienstraße 9–11 Frankfurter Allee 231A Hubertusstraße Siegfriedstraße (Lage)                                                                             | Oskar-Ziethen-Krankenhaus & Städtisches Entbindungsheim Gesamtanlage siehe: Fanningerstraße 32 | 09096521 – Hubertusstraße / Atzpodienstraße 9–11, Städtisches Entbindungsheim, 1927–1929 von Ziesefeld und Eckert                                   |                                                                                          |
| 09040300 | Herzbergstraße 79 Allee der Kosmonauten (Lage) | ehem. Städtische Irrenanstalt Herzberge Gesamtanlage siehe: Herzbergstraße 79 Gartendenkmal siehe: Herzbergstraße 79 | Weitere Bestandteile des Ensembles: | Weitere Bestandteile des Ensembles:                                                      |
| 09040300 | Herzbergstraße 79 Allee der Kosmonauten (Lage) | ehem. Städtische Irrenanstalt Herzberge Gesamtanlage siehe: Herzbergstraße 79 Gartendenkmal siehe: Herzbergstraße 79 | 09040302 – Allee der Kosmonauten 23, Kuhstall, 1892, 1903; Umbau um 2000                                                                            |                                                                                          |
| 09040300 | Herzbergstraße 79 Allee der Kosmonauten (Lage) | ehem. Städtische Irrenanstalt Herzberge Gesamtanlage siehe: Herzbergstraße 79 Gartendenkmal siehe: Herzbergstraße 79 | 09040305 – Denkmal 8. Mai 1945, um 1950 |                                                                                          |
| 09040300 | Herzbergstraße 79 Allee der Kosmonauten (Lage) | ehem. Städtische Irrenanstalt Herzberge Gesamtanlage siehe: Herzbergstraße 79 Gartendenkmal siehe: Herzbergstraße 79 | 09040306 – Maschinenwärterwohnhaus, Kessel- und Maschinenhaus, 1889–1893 von Hermann Blankenstein, Umbau nach 1950                                  |                                                                                          |
| 09040300 | Herzbergstraße 79 Allee der Kosmonauten (Lage) | ehem. Städtische Irrenanstalt Herzberge Gesamtanlage siehe: Herzbergstraße 79 Gartendenkmal siehe: Herzbergstraße 79 | 09040626 – Kegelbahn, um 1890 Die Kopfbauten der kleinen Sportanlage sind im Fachwerkstil gehalten.                                                 | ehemalige Kegelbahn                                                                      |
| 09040300 | Herzbergstraße 79 Allee der Kosmonauten (Lage) | ehem. Städtische Irrenanstalt Herzberge Gesamtanlage siehe: Herzbergstraße 79 Gartendenkmal siehe: Herzbergstraße 79 | 09040627 – Krankenbaracke, um 1930 | vermutliche Krankenbaracke                                                               |
| 09040319 | Josef-Orlopp-Straße 32/56 Bornitzstraße 49, 51 Ruschestraße 55–63, 64/70 (Lage)                                                                                                  | Konsumgenossenschaft Berlin und Umgegend, Wohn-, Verwaltungs- und Industriegebäude, Industriebahn Gesamtanlage siehe: Josef-Orlopp-Straße 44/52 Baudenkmale siehe: Josef-Orlopp-Straße 34/36; 38/42 Ruschestraße 58–63; 64/70 | 1910–1914 von Leberecht P. Ehricht, 1926–1930 von Fritz Wettstein und Otto Wettstein (D)                                                            | 1910–1914 von Leberecht P. Ehricht, 1926–1930 von Fritz Wettstein und Otto Wettstein (D) |
| 09040319 | Josef-Orlopp-Straße 32/56 Bornitzstraße 49, 51 Ruschestraße 55–63, 64/70 (Lage)                                                                                                  | Konsumgenossenschaft Berlin und Umgegend, Wohn-, Verwaltungs- und Industriegebäude, Industriebahn Gesamtanlage siehe: Josef-Orlopp-Straße 44/52 Baudenkmale siehe: Josef-Orlopp-Straße 34/36; 38/42 Ruschestraße 58–63; 64/70 | Weitere Bestandteile des Ensembles: |                                                                                          |
| 09040319 | Josef-Orlopp-Straße 32/56 Bornitzstraße 49, 51 Ruschestraße 55–63, 64/70 (Lage)                                                                                                  | Konsumgenossenschaft Berlin und Umgegend, Wohn-, Verwaltungs- und Industriegebäude, Industriebahn Gesamtanlage siehe: Josef-Orlopp-Straße 44/52 Baudenkmale siehe: Josef-Orlopp-Straße 34/36; 38/42 Ruschestraße 58–63; 64/70 | 09040327 – Josef-Orlopp-Straße 54, Vorderhaus der Wurstfabrik, um 1910                                                                              |                                                                                          |
| 09040319 | Josef-Orlopp-Straße 32/56 Bornitzstraße 49, 51 Ruschestraße 55–63, 64/70 (Lage)                                                                                                  | Konsumgenossenschaft Berlin und Umgegend, Wohn-, Verwaltungs- und Industriegebäude, Industriebahn Gesamtanlage siehe: Josef-Orlopp-Straße 44/52 Baudenkmale siehe: Josef-Orlopp-Straße 34/36; 38/42 Ruschestraße 58–63; 64/70 | 09040325 – Josef-Orlopp-Straße 56, Lagergebäude mit Verwaltung, 1910–1912 von Leberecht P. Ehricht                                                  |                                                                                          |
| 09040319 | Josef-Orlopp-Straße 32/56 Bornitzstraße 49, 51 Ruschestraße 55–63, 64/70 (Lage)                                                                                                  | Konsumgenossenschaft Berlin und Umgegend, Wohn-, Verwaltungs- und Industriegebäude, Industriebahn Gesamtanlage siehe: Josef-Orlopp-Straße 44/52 Baudenkmale siehe: Josef-Orlopp-Straße 34/36; 38/42 Ruschestraße 58–63; 64/70 | 09040335 – Josef-Orlopp-Straße 56, Kesselhaus mit Schornstein, 1928–1929 von Otto Wettstein                                                         |                                                                                          |
| 09040319 | Josef-Orlopp-Straße 32/56 Bornitzstraße 49, 51 Ruschestraße 55–63, 64/70 (Lage)                                                                                                  | Konsumgenossenschaft Berlin und Umgegend, Wohn-, Verwaltungs- und Industriegebäude, Industriebahn Gesamtanlage siehe: Josef-Orlopp-Straße 44/52 Baudenkmale siehe: Josef-Orlopp-Straße 34/36; 38/42 Ruschestraße 58–63; 64/70 | 09040326 – Josef-Orlopp-Straße 56, Konserven-, Wurst- und Fleischwarenfabrik, 1927–1928 von Fritz Wettstein                                         |                                                                                          |
| 09040319 | Josef-Orlopp-Straße 32/56 Bornitzstraße 49, 51 Ruschestraße 55–63, 64/70 (Lage)                                                                                                  | Konsumgenossenschaft Berlin und Umgegend, Wohn-, Verwaltungs- und Industriegebäude, Industriebahn Gesamtanlage siehe: Josef-Orlopp-Straße 44/52 Baudenkmale siehe: Josef-Orlopp-Straße 34/36; 38/42 Ruschestraße 58–63; 64/70 | 09040324 – Ruschestraße 58–63, Erste Bäckerei, 1910–1912 von Leberecht P. Ehricht                                                                   |                                                                                          |
| 09040221 | Loeperplatz Heringer Straße 22 Kielblockstraße 1–1A, 2 Möllendorffstraße 23–24, 27, 32–33, 86–93 Rutnikstraße 1/5 Scheffelstraße 1, 45 (Lage)                                    | Dorfanger mit Freiflächen und Bildwerken sowie umgebender Bebauung Baudenkmale siehe: Loeperplatz, Dorfkirche Lichtenberg, Denkmal Der Sämann Möllendorffstraße 33                                                            | Weitere Bestandteile des Ensembles: | Weitere Bestandteile des Ensembles:                                                      |
| 09040221 | Loeperplatz Heringer Straße 22 Kielblockstraße 1–1A, 2 Möllendorffstraße 23–24, 27, 32–33, 86–93 Rutnikstraße 1/5 Scheffelstraße 1, 45 (Lage)                                    | Dorfanger mit Freiflächen und Bildwerken sowie umgebender Bebauung Baudenkmale siehe: Loeperplatz, Dorfkirche Lichtenberg, Denkmal Der Sämann Möllendorffstraße 33                                                            | 09040236 – Heringer Straße 22 / Möllendorffstraße 23–24 / Rutnikstraße 1/5, Mietshaus, um 1955                                                      |                                                                                          |
| 09040221 | Loeperplatz Heringer Straße 22 Kielblockstraße 1–1A, 2 Möllendorffstraße 23–24, 27, 32–33, 86–93 Rutnikstraße 1/5 Scheffelstraße 1, 45 (Lage)                                    | Dorfanger mit Freiflächen und Bildwerken sowie umgebender Bebauung Baudenkmale siehe: Loeperplatz, Dorfkirche Lichtenberg, Denkmal Der Sämann Möllendorffstraße 33                                                            | 09040237 – 1–1A, Mietshaus, um 1930 |                                                                                          |
| 09040221 | Loeperplatz Heringer Straße 22 Kielblockstraße 1–1A, 2 Möllendorffstraße 23–24, 27, 32–33, 86–93 Rutnikstraße 1/5 Scheffelstraße 1, 45 (Lage)                                    | Dorfanger mit Freiflächen und Bildwerken sowie umgebender Bebauung Baudenkmale siehe: Loeperplatz, Dorfkirche Lichtenberg, Denkmal Der Sämann Möllendorffstraße 33                                                            | 09040238 – Kielblockstraße 2, Mietshaus, um 1914 |                                                                                          |
| 09040221 | Loeperplatz Heringer Straße 22 Kielblockstraße 1–1A, 2 Möllendorffstraße 23–24, 27, 32–33, 86–93 Rutnikstraße 1/5 Scheffelstraße 1, 45 (Lage)                                    | Dorfanger mit Freiflächen und Bildwerken sowie umgebender Bebauung Baudenkmale siehe: Loeperplatz, Dorfkirche Lichtenberg, Denkmal Der Sämann Möllendorffstraße 33                                                            | 09040241 – Loeperplatz, Gedenkstätte der antifaschistischen Widerstandskämpfer, um 1950                                                             |                                                                                          |
| 09040221 | Loeperplatz Heringer Straße 22 Kielblockstraße 1–1A, 2 Möllendorffstraße 23–24, 27, 32–33, 86–93 Rutnikstraße 1/5 Scheffelstraße 1, 45 (Lage)                                    | Dorfanger mit Freiflächen und Bildwerken sowie umgebender Bebauung Baudenkmale siehe: Loeperplatz, Dorfkirche Lichtenberg, Denkmal Der Sämann Möllendorffstraße 33                                                            | 09040248 – Möllendorffstraße 27, Mietshaus, 1914–1915                                                                                               |                                                                                          |
| 09040221 | Loeperplatz Heringer Straße 22 Kielblockstraße 1–1A, 2 Möllendorffstraße 23–24, 27, 32–33, 86–93 Rutnikstraße 1/5 Scheffelstraße 1, 45 (Lage)                                    | Dorfanger mit Freiflächen und Bildwerken sowie umgebender Bebauung Baudenkmale siehe: Loeperplatz, Dorfkirche Lichtenberg, Denkmal Der Sämann Möllendorffstraße 33                                                            | 09040250 – Möllendorffstraße 32, Mietshaus, 1905–1907                                                                                               |                                                                                          |
| 09040221 | Loeperplatz Heringer Straße 22 Kielblockstraße 1–1A, 2 Möllendorffstraße 23–24, 27, 32–33, 86–93 Rutnikstraße 1/5 Scheffelstraße 1, 45 (Lage)                                    | Dorfanger mit Freiflächen und Bildwerken sowie umgebender Bebauung Baudenkmale siehe: Loeperplatz, Dorfkirche Lichtenberg, Denkmal Der Sämann Möllendorffstraße 33                                                            | 09040254 – Möllendorffstraße 86–87/Scheffelstraße 1, Mietshaus, um 1905                                                                             |                                                                                          |
| 09040221 | Loeperplatz Heringer Straße 22 Kielblockstraße 1–1A, 2 Möllendorffstraße 23–24, 27, 32–33, 86–93 Rutnikstraße 1/5 Scheffelstraße 1, 45 (Lage)                                    | Dorfanger mit Freiflächen und Bildwerken sowie umgebender Bebauung Baudenkmale siehe: Loeperplatz, Dorfkirche Lichtenberg, Denkmal Der Sämann Möllendorffstraße 33                                                            | 09040255 – Möllendorffstraße 88–89 / Scheffelstraße 45, Wohnanlage, 1928–1929                                                                       |                                                                                          |
| 09040221 | Loeperplatz Heringer Straße 22 Kielblockstraße 1–1A, 2 Möllendorffstraße 23–24, 27, 32–33, 86–93 Rutnikstraße 1/5 Scheffelstraße 1, 45 (Lage)                                    | Dorfanger mit Freiflächen und Bildwerken sowie umgebender Bebauung Baudenkmale siehe: Loeperplatz, Dorfkirche Lichtenberg, Denkmal Der Sämann Möllendorffstraße 33                                                            | 09040256 – Möllendorffstraße 90/91, Mietshaus, 1959                                                                                                 |                                                                                          |
| 09040221 | Loeperplatz Heringer Straße 22 Kielblockstraße 1–1A, 2 Möllendorffstraße 23–24, 27, 32–33, 86–93 Rutnikstraße 1/5 Scheffelstraße 1, 45 (Lage)                                    | Dorfanger mit Freiflächen und Bildwerken sowie umgebender Bebauung Baudenkmale siehe: Loeperplatz, Dorfkirche Lichtenberg, Denkmal Der Sämann Möllendorffstraße 33                                                            | 09040257 – Möllendorffstraße 92/93, Wohnblock um 1930                                                                                               |                                                                                          |
| 09040079 | Normannenstraße 19–22 Magdalenenstraße 25 Ruschestraße 103, 104 (Lage) | Zentrale des Ministeriums für Staatssicherheit der DDR Baudenkmale siehe: Normannenstraße 20–22 | Hof- und Außenraumgestaltung |                                                                                          |
| 09040079 | Normannenstraße 19–22 Magdalenenstraße 25 Ruschestraße 103, 104 (Lage) | Zentrale des Ministeriums für Staatssicherheit der DDR Baudenkmale siehe: Normannenstraße 20–22 | Weitere Bestandteile des Ensembles: |                                                                                          |
| 09040079 | Normannenstraße 19–22 Magdalenenstraße 25 Ruschestraße 103, 104 (Lage) | Zentrale des Ministeriums für Staatssicherheit der DDR Baudenkmale siehe: Normannenstraße 20–22 | 09040015 – Magdalenenstraße 25, Finanzamt Lichtenberg, 1930–1932 von Karl Reichle und Wilhelm Weygandt, 1938, Erweiterung für das MfS (Haus 2) 1950 |                                                                                          |
| 09040079 | Normannenstraße 19–22 Magdalenenstraße 25 Ruschestraße 103, 104 (Lage) | Zentrale des Ministeriums für Staatssicherheit der DDR Baudenkmale siehe: Normannenstraße 20–22 | 09040013 – Normannenstraße 19, Dienstleistungs- und Versorgungszentrum (Haus 18), 1979–1982 vom VEB Spezialhochbau Berlin                           |                                                                                          |
| 09040079 | Normannenstraße 19–22 Magdalenenstraße 25 Ruschestraße 103, 104 (Lage) | Zentrale des Ministeriums für Staatssicherheit der DDR Baudenkmale siehe: Normannenstraße 20–22 | 09040014 – Ruschestraße 103, Zentraler Medizinischer Dienst (Haus 19–20), 1960, 1965–1966                                                           |                                                                                          |
| 09040079 | Normannenstraße 19–22 Magdalenenstraße 25 Ruschestraße 103, 104 (Lage) | Zentrale des Ministeriums für Staatssicherheit der DDR Baudenkmale siehe: Normannenstraße 20–22 | 09040074 – Ruschestraße 103, Waffenbunker, wohl 1970er Jahre                                                                                        |                                                                                          |
| 09040079 | Normannenstraße 19–22 Magdalenenstraße 25 Ruschestraße 103, 104 (Lage) | Zentrale des Ministeriums für Staatssicherheit der DDR Baudenkmale siehe: Normannenstraße 20–22 | 09040075 – Ruschestraße 103, 104, Haus 15–17, 1976–1979 vom VEB Spezialhochbau Berlin                                                               |                                                                                          |
| 09040222 | Parkaue 3/29, 24/36 Am Stadtpark 2–3 Deutschmeisterstraße 16/28 Möllendorffstraße 108–109 Straße 77 (Lage)                                                                       | Ensemble am Stadtpark, Wohn- und öffentliche Bauten am Stadtpark Lichtenberg Baudenkmale siehe: Deutschmeisterstraße 16/28 Parkaue 23/29; 24/34                                                                               | Weitere Bestandteile des Ensembles: | Weitere Bestandteile des Ensembles:                                                      |
| 09040222 | Parkaue 3/29, 24/36 Am Stadtpark 2–3 Deutschmeisterstraße 16/28 Möllendorffstraße 108–109 Straße 77 (Lage)                                                                       | Ensemble am Stadtpark, Wohn- und öffentliche Bauten am Stadtpark Lichtenberg Baudenkmale siehe: Deutschmeisterstraße 16/28 Parkaue 23/29; 24/34                                                                               | 09040223 – Am Stadtpark 2–3, Mietshaus, 1915–1916 von Albert Schild                                                                                 |                                                                                          |
| 09040222 | Parkaue 3/29, 24/36 Am Stadtpark 2–3 Deutschmeisterstraße 16/28 Möllendorffstraße 108–109 Straße 77 (Lage)                                                                       | Ensemble am Stadtpark, Wohn- und öffentliche Bauten am Stadtpark Lichtenberg Baudenkmale siehe: Deutschmeisterstraße 16/28 Parkaue 23/29; 24/34                                                                               | 09040258 – Möllendorffstraße 108–109 / Parkaue 36, Mietshaus, 1912–1913                                                                             |                                                                                          |
| 09090008 | Roedeliusplatz Alfredstraße 11, 22/24 Fanningerstraße 3 Glaschkestraße 2/18 Normannenstraße 23–25B Roedeliusplatz 1, 2 Rüdigerstraße 14 Plonzstraße 1–2A Schottstraße 2–7 (Lage) | Platzensemble Roedeliusplatz, Platzrandbebauung mit Gerichtsgebäude und Glaubenskirche Gesamtanlage siehe: Roedeliusplatz 1 Baudenkmale siehe: Roedeliusplatz 2 Schottstraße 6                                                | Weitere Bestandteile des Ensembles: | Weitere Bestandteile des Ensembles:                                                      |
| 09090008 | Roedeliusplatz Alfredstraße 11, 22/24 Fanningerstraße 3 Glaschkestraße 2/18 Normannenstraße 23–25B Roedeliusplatz 1, 2 Rüdigerstraße 14 Plonzstraße 1–2A Schottstraße 2–7 (Lage) | Platzensemble Roedeliusplatz, Platzrandbebauung mit Gerichtsgebäude und Glaubenskirche Gesamtanlage siehe: Roedeliusplatz 1 Baudenkmale siehe: Roedeliusplatz 2 Schottstraße 6                                                | 09040020 – Alfredstraße 22–24, Mietshaus, 1905–1906                                                                                                 |                                                                                          |
| 09090008 | Roedeliusplatz Alfredstraße 11, 22/24 Fanningerstraße 3 Glaschkestraße 2/18 Normannenstraße 23–25B Roedeliusplatz 1, 2 Rüdigerstraße 14 Plonzstraße 1–2A Schottstraße 2–7 (Lage) | Platzensemble Roedeliusplatz, Platzrandbebauung mit Gerichtsgebäude und Glaubenskirche Gesamtanlage siehe: Roedeliusplatz 1 Baudenkmale siehe: Roedeliusplatz 2 Schottstraße 6                                                | 09040019 – Fanningerstraße 2, Mietshaus, 1912–1913                                                                                                  |                                                                                          |
| 09090008 | Roedeliusplatz Alfredstraße 11, 22/24 Fanningerstraße 3 Glaschkestraße 2/18 Normannenstraße 23–25B Roedeliusplatz 1, 2 Rüdigerstraße 14 Plonzstraße 1–2A Schottstraße 2–7 (Lage) | Platzensemble Roedeliusplatz, Platzrandbebauung mit Gerichtsgebäude und Glaubenskirche Gesamtanlage siehe: Roedeliusplatz 1 Baudenkmale siehe: Roedeliusplatz 2 Schottstraße 6                                                | 09040018 – Fanningerstraße 3 / Schottstraße 2–4, Mietshaus, 1916–1917                                                                               |                                                                                          |
| 09090008 | Roedeliusplatz Alfredstraße 11, 22/24 Fanningerstraße 3 Glaschkestraße 2/18 Normannenstraße 23–25B Roedeliusplatz 1, 2 Rüdigerstraße 14 Plonzstraße 1–2A Schottstraße 2–7 (Lage) | Platzensemble Roedeliusplatz, Platzrandbebauung mit Gerichtsgebäude und Glaubenskirche Gesamtanlage siehe: Roedeliusplatz 1 Baudenkmale siehe: Roedeliusplatz 2 Schottstraße 6                                                | 09040016 – Normannenstraße 23–25B, Wohnanlage, 1938–1940                                                                                            |                                                                                          |
| 09090008 | Roedeliusplatz Alfredstraße 11, 22/24 Fanningerstraße 3 Glaschkestraße 2/18 Normannenstraße 23–25B Roedeliusplatz 1, 2 Rüdigerstraße 14 Plonzstraße 1–2A Schottstraße 2–7 (Lage) | Platzensemble Roedeliusplatz, Platzrandbebauung mit Gerichtsgebäude und Glaubenskirche Gesamtanlage siehe: Roedeliusplatz 1 Baudenkmale siehe: Roedeliusplatz 2 Schottstraße 6                                                | 09040017 – Plonzstraße 1/2A / Schottstraße 3–7 / Glaschkestraße 4–16 / Rüdigerstraße 14, Wohnanlage, 1938–1940                                      |                                                                                          |
| 09090008 | Roedeliusplatz Alfredstraße 11, 22/24 Fanningerstraße 3 Glaschkestraße 2/18 Normannenstraße 23–25B Roedeliusplatz 1, 2 Rüdigerstraße 14 Plonzstraße 1–2A Schottstraße 2–7 (Lage) | Platzensemble Roedeliusplatz, Platzrandbebauung mit Gerichtsgebäude und Glaubenskirche Gesamtanlage siehe: Roedeliusplatz 1 Baudenkmale siehe: Roedeliusplatz 2 Schottstraße 6                                                | 09090548 – Grün- und Wegeflächen des Kirchplatzes                                                                                                   |                                                                                          |

## Denkmalbereiche (Gesamtanlagen)
| Nr.      | Lage                                                                                    | Offizielle Bezeichnung | Beschreibung | Bild                                                                             |
| -------- | --------------------------------------------------------------------------------------- | --- | --- | -------------------------------------------------------------------------------- |
| 09040004 | Fanningerstraße 32 Frankfurter Alle 231A Hubertusstraße 6–7 Siegfriedstraße 210A (Lage) | Oskar-Ziethen-Krankenhaus Bestandteil des Ensembles: Oskar-Ziethen-Krankenhaus & Städtisches Entbindungsheim                                      | 1911–1914 von Johannes Uhlig als Städtisches Krankenhaus Lichtenberg                                                          |                                                                                  |
| 09040004 | Fanningerstraße 32 Frankfurter Alle 231A Hubertusstraße 6–7 Siegfriedstraße 210A (Lage) | Oskar-Ziethen-Krankenhaus Bestandteil des Ensembles: Oskar-Ziethen-Krankenhaus & Städtisches Entbindungsheim                                      | Pathologie |                                                                                  |
| 09040004 | Fanningerstraße 32 Frankfurter Alle 231A Hubertusstraße 6–7 Siegfriedstraße 210A (Lage) | Oskar-Ziethen-Krankenhaus Bestandteil des Ensembles: Oskar-Ziethen-Krankenhaus & Städtisches Entbindungsheim                                      | Chirurgie |                                                                                  |
| 09040004 | Fanningerstraße 32 Frankfurter Alle 231A Hubertusstraße 6–7 Siegfriedstraße 210A (Lage) | Denkmalverlust: Krankenhausgebäude | Versorgungsgebäude, 2017 für Neubau abgerissen.                                                                               |                                                                                  |
| 09040004 | Fanningerstraße 32 Frankfurter Alle 231A Hubertusstraße 6–7 Siegfriedstraße 210A (Lage) | Denkmalverlust: Krankenhausgebäude | Zwei Gebäude wurden 2004 abgerissen für den Neubau der Rettungsstelle.                                                        |                                                                                  |
| 09040010 | Freiastraße 1–4 Gotlindestraße 41/47 Siegfriedstraße 192–198A Wotanstraße 8–14 (Lage)   | Wohnanlage Wotanstraße | 3 Blöcke, 1922, Randbebauung um den Freiaplatz                                                                                |                                                                                  |
| 09040265 | Gotlindestraße 80 (Lage)                                                                | Städtischer Friedhof | Friedhofskapelle, um 1890 (siehe auch Gartendenkmal Gotlindestraße 80)                                                        |                                                                                  |
| 09040265 | Gotlindestraße 80 (Lage)                                                                | Städtischer Friedhof | Verwaltungsgebäude, um 1900                                                                                                   |                                                                                  |
| 09040282 | Gudrunstraße (Lage)                                                                     | Städtischer Zentralfriedhof | Hauptwegesystem von Hermann Mächtig                                                                                           | Fläche „Nord=7“ und „West“ sind erst später hinzugekommen                        |
| 09040282 | Gudrunstraße (Lage)                                                                     | Städtischer Zentralfriedhof | Gedenkstätte der Sozialisten, 1951 von Richard Jenner, Hans Mucke und Reinhold Lingner                                        |                                                                                  |
| 09040282 | Gudrunstraße (Lage)                                                                     | Städtischer Zentralfriedhof | Grabanlage Pergolenweg, ab 1951                                                                                               |                                                                                  |
| 09040282 | Gudrunstraße (Lage)                                                                     | Städtischer Zentralfriedhof | Zaunanlage von Fritz Kühn, 1951–1952 und 1960–1962                                                                            |                                                                                  |
| 09040301 | Herzbergstraße 79 Allee der Kosmonauten (Lage)                                          | ehem. Städtische Irrenanstalt Herzberge & Krankenhaus für Neurologie und Psychiatrie Bestandteil des Ensembles: Städtische Irrenanstalt Herzberge | Haupthaus, 1889–1893 von Hermann Blankenstein                                                                                 |                                                                                  |
| 09040301 | Herzbergstraße 79 Allee der Kosmonauten (Lage)                                          | ehem. Städtische Irrenanstalt Herzberge & Krankenhaus für Neurologie und Psychiatrie Bestandteil des Ensembles: Städtische Irrenanstalt Herzberge | Häuser 1–6, 1889–1893 von Hermann Blankenstein                                                                                |                                                                                  |
| 09040301 | Herzbergstraße 79 Allee der Kosmonauten (Lage)                                          | ehem. Städtische Irrenanstalt Herzberge & Krankenhaus für Neurologie und Psychiatrie Bestandteil des Ensembles: Städtische Irrenanstalt Herzberge | Einfriedung, 1889–1893 von Hermann Blankenstein                                                                               |                                                                                  |
| 09040301 | Herzbergstraße 79 Allee der Kosmonauten (Lage)                                          | ehem. Städtische Irrenanstalt Herzberge & Krankenhaus für Neurologie und Psychiatrie Bestandteil des Ensembles: Städtische Irrenanstalt Herzberge | Überwachungshäuser 7–8, 1889–1893 von Hermann Blankenstein                                                                    |                                                                                  |
| 09040301 | Herzbergstraße 79 Allee der Kosmonauten (Lage)                                          | ehem. Städtische Irrenanstalt Herzberge & Krankenhaus für Neurologie und Psychiatrie Bestandteil des Ensembles: Städtische Irrenanstalt Herzberge | Landhäuser für Männer, Haus 12, 13 und 17, 1889–1893 von Hermann Blankenstein                                                 |                                                                                  |
| 09040301 | Herzbergstraße 79 Allee der Kosmonauten (Lage)                                          | ehem. Städtische Irrenanstalt Herzberge & Krankenhaus für Neurologie und Psychiatrie Bestandteil des Ensembles: Städtische Irrenanstalt Herzberge | Landhäuser für Frauen, Haus 18–21; 1889–1893 von Hermann Blankenstein                                                         |                                                                                  |
| 09040301 | Herzbergstraße 79 Allee der Kosmonauten (Lage)                                          | ehem. Städtische Irrenanstalt Herzberge & Krankenhaus für Neurologie und Psychiatrie Bestandteil des Ensembles: Städtische Irrenanstalt Herzberge | Landhaus 31, 1889–1893 von Hermann Blankenstein                                                                               |                                                                                  |
| 09040301 | Herzbergstraße 79 Allee der Kosmonauten (Lage)                                          | ehem. Städtische Irrenanstalt Herzberge & Krankenhaus für Neurologie und Psychiatrie Bestandteil des Ensembles: Städtische Irrenanstalt Herzberge | Leichenhaus, 1889–1893 von Hermann Blankenstein                                                                               |                                                                                  |
| 09040301 | Herzbergstraße 79 Allee der Kosmonauten (Lage)                                          | ehem. Städtische Irrenanstalt Herzberge & Krankenhaus für Neurologie und Psychiatrie Bestandteil des Ensembles: Städtische Irrenanstalt Herzberge | Haus 23, 1889–1893 von Hermann Blankenstein                                                                                   |                                                                                  |
| 09040301 | Herzbergstraße 79 Allee der Kosmonauten (Lage)                                          | ehem. Städtische Irrenanstalt Herzberge & Krankenhaus für Neurologie und Psychiatrie Bestandteil des Ensembles: Städtische Irrenanstalt Herzberge | Zentralbad (Haus 24), 1889–1893 von Hermann Blankenstein                                                                      |                                                                                  |
| 09040301 | Herzbergstraße 79 Allee der Kosmonauten (Lage)                                          | ehem. Städtische Irrenanstalt Herzberge & Krankenhaus für Neurologie und Psychiatrie Bestandteil des Ensembles: Städtische Irrenanstalt Herzberge | Eishaus, 1889–1893 von Hermann Blankenstein                                                                                   |                                                                                  |
| 09040301 | Herzbergstraße 79 Allee der Kosmonauten (Lage)                                          | ehem. Städtische Irrenanstalt Herzberge & Krankenhaus für Neurologie und Psychiatrie Bestandteil des Ensembles: Städtische Irrenanstalt Herzberge | Transformatoren-Häuschen, 1889–1893 von Hermann Blankenstein                                                                  | wahrscheinlich Trafohäuschen, trägt auf dem Plan von 2008 und 2015 die Nummer 15 |
| 09040301 | Herzbergstraße 79 Allee der Kosmonauten (Lage)                                          | ehem. Städtische Irrenanstalt Herzberge & Krankenhaus für Neurologie und Psychiatrie Bestandteil des Ensembles: Städtische Irrenanstalt Herzberge | Küche und Waschküche, 1889–1893                                                                                               |                                                                                  |
| 09040301 | Herzbergstraße 79 Allee der Kosmonauten (Lage)                                          | ehem. Städtische Irrenanstalt Herzberge & Krankenhaus für Neurologie und Psychiatrie Bestandteil des Ensembles: Städtische Irrenanstalt Herzberge | Erweiterung der Krankenanstalt nach 1903 zum Krankenhaus für Neurologie und Psychiatrie (war bis 2015 eigenes Gesamtdenkmal): |                                                                                  |
| 09040301 | Herzbergstraße 79 Allee der Kosmonauten (Lage)                                          | ehem. Städtische Irrenanstalt Herzberge & Krankenhaus für Neurologie und Psychiatrie Bestandteil des Ensembles: Städtische Irrenanstalt Herzberge | Pförtnerhäuschen (Haus 53), 1903                                                                                              |                                                                                  |
| 09040301 | Herzbergstraße 79 Allee der Kosmonauten (Lage)                                          | ehem. Städtische Irrenanstalt Herzberge & Krankenhaus für Neurologie und Psychiatrie Bestandteil des Ensembles: Städtische Irrenanstalt Herzberge | Haus 9, nach 1910 |                                                                                  |
| 09040301 | Herzbergstraße 79 Allee der Kosmonauten (Lage)                                          | ehem. Städtische Irrenanstalt Herzberge & Krankenhaus für Neurologie und Psychiatrie Bestandteil des Ensembles: Städtische Irrenanstalt Herzberge | Haus 10, nach 1910 |                                                                                  |
| 09040314 | Herzbergstraße 128–139 (Lage)                                                           | Siemens & Halske, Elektrokohle Lichtenberg | Verwaltungsgebäude Siemens & Halske, um 1905, bis 2014 eigenes Baudenkmal                                                     |                                                                                  |
| 09040314 | Herzbergstraße 128–139 (Lage)                                                           | Siemens & Halske, Elektrokohle Lichtenberg | Handwerkergebäude (Werkzeugbau und Forschung) der Siemens Plania-Werke AG, um 1928                                            |                                                                                  |
| 09040314 | Herzbergstraße 128–139 (Lage)                                                           | Siemens & Halske, Elektrokohle Lichtenberg | Forschungsgebäude des VEB Elektrokohle Lichtenberg, um 1953                                                                   |                                                                                  |
| 09040328 | Josef-Orlopp-Straße 44/52 (Lage)                                                        | Wohnhäuser der Konsumgenossenschaft Berlin und Umgegend e.G.m.b.H. Bestandteil des Ensembles: Konsumgenossenschaft Berlin                         | 5 Wohnhäuser, nach 1910 von Leberecht Paul Ehricht                                                                            |                                                                                  |
| 09040021 | Im Lindenhof 1/21, 30 Klara-Weyl-Straße 10 (Lage)                                       | Ehem. Zwangserziehungs-Anstalt für verwahrloste Knaben                                                                                            | Hauptkrankenhaustrakt, 1894–1895 von Hermann Blankenstein                                                                     |                                                                                  |
| 09040021 | Im Lindenhof 1/21, 30 Klara-Weyl-Straße 10 (Lage)                                       | Ehem. Zwangserziehungs-Anstalt für verwahrloste Knaben                                                                                            | Verwaltungsgebäude, 1894–1895 von Hermann Blankenstein                                                                        |                                                                                  |
| 09040021 | Im Lindenhof 1/21, 30 Klara-Weyl-Straße 10 (Lage)                                       | Ehem. Zwangserziehungs-Anstalt für verwahrloste Knaben                                                                                            | Beamtenwohnhaus I, Krankenpflege (Haus F), 1905–1915                                                                          |                                                                                  |
| 09040021 | Im Lindenhof 1/21, 30 Klara-Weyl-Straße 10 (Lage)                                       | Ehem. Zwangserziehungs-Anstalt für verwahrloste Knaben                                                                                            | Handwerkerbildungsanstalt (Haus D), 1905–1915                                                                                 |                                                                                  |
| 09040021 | Im Lindenhof 1/21, 30 Klara-Weyl-Straße 10 (Lage)                                       | Ehem. Zwangserziehungs-Anstalt für verwahrloste Knaben                                                                                            | Beamtenwohnhaus II, Haus E, 1914                                                                                              |                                                                                  |
| 09040330 | Josef-Orlopp-Straße 92–96 (Lage)                                                        | Norddeutsche Kugellagerfabrik GmbH | Verwaltung, 1938–1939 von A. Meyer-Lyken zwischen 1949 und 1990: VEB Wälzlagerfabrik „Josef Orlopp“                           |                                                                                  |
| 09040330 | Josef-Orlopp-Straße 92–96 (Lage)                                                        | Norddeutsche Kugellagerfabrik GmbH | Maschinenhalle, 1938–1939 von A. Meyer-Lyken                                                                                  |                                                                                  |
| 09040330 | Josef-Orlopp-Straße 92–96 (Lage)                                                        | Norddeutsche Kugellagerfabrik GmbH | Lagerhalle, 1938–1939 von A. Meyer-Lyken                                                                                      |                                                                                  |
| 09040334 | Landsberger Allee 230, 254, 266/272 Vulkanstraße (Lage)                                 | Zwischenpumpwerk Lichtenberg | 6 Maschinenhäuser, 1889–1893 von Henry Gill und Richard Schultze                                                              |                                                                                  |
| 09040334 | Landsberger Allee 230, 254, 266/272 Vulkanstraße (Lage)                                 | Zwischenpumpwerk Lichtenberg | Wohnhäuser, um 1900 |                                                                                  |
| 09040334 | Landsberger Allee 230, 254, 266/272 Vulkanstraße (Lage)                                 | Zwischenpumpwerk Lichtenberg | Pumpenhäuschen, 1925–1928 |                                                                                  |
| 09040198 | Mauritiuskirchstraße, John-Sieg-Straße 6/8 (Lage)                                       | Kath. St.-Mauritius-Kirche und Pfarrhaus | 1891–1892 von Max Hasak, Umbau 1905–1906 von Max Hasak                                                                        |                                                                                  |
| 09090010 | Roedeliusplatz 1 Alfredstraße 11 (Lage)                                                 | Amtsgericht Lichtenberg und Gefängnis Bestandteil des Ensembles: Roedeliusplatz                                                                   | Amtsgericht, 1903–1906 von Paul Thoemer und Rudolf Mönnich                                                                    |                                                                                  |
| 09090010 | Roedeliusplatz 1 Alfredstraße 11 (Lage)                                                 | Amtsgericht Lichtenberg und Gefängnis Bestandteil des Ensembles: Roedeliusplatz                                                                   | Gefängnis, 1903–1906 von Paul Thoemer und Rudolf Mönnich                                                                      |                                                                                  |
| 09040012 | Siegfriedstraße 17–27B, Rüdigerstraße 78–81 (Lage)                                      | Wohnanlage der BVG | 1925 und 1930 von Helmuth Grisebach & Heinz Rehmann                                                                           |                                                                                  |

## Baudenkmale
| Nr.      | Lage                                                         | Offizielle Bezeichnung | Beschreibung | Bild                                           |
| -------- | ------------------------------------------------------------ | --- | --- | ---------------------------------------------- |
| 09090005 | Atzpodienstraße 45–46 (Lage)                                 | Gemeindeschule | 1893–1894 |                                                |
| 09040226 | Bornitzstraße 13 (Lage)                                      | Wohnhaus | um 1893 |                                                |
| 09090004 | Bürgerheimstraße 6/8 (Lage)                                  | Gemeindeschule | 1910–1911 von Johannes Uhlig |                                                |
| 09040229 | Deutschmeisterstraße 16/28 Parkaue 3/15 (Lage)               | Verwaltungsgebäude der Allgemeinen Ortskrankenkasse Lichtenberg mit Vorgarten Bestandteil des Ensembles: Am Stadtpark              | 1927–1928 |                                                |
| 09040231 | Dottistraße 14–16 (Lage)                                     | Postamt Lichtenberg 1 | 1925–1927 |                                                |
| 09040234 | Frankfurter Allee 151, Rathausstraße 1 (Lage)                | Mietshaus | 1910–1911 |                                                |
| 09040283 | Gudrunstraße (Lage)                                          | Erinnerungsmal an das Revolutionsdenkmal von 1926                                                                                  | 1983 von Günter Stahn und Gerhard Thieme auf dem Städtischen Zentralfriedhof |                                                |
| 09040284 | Gudrunstraße (Lage)                                          | Grabmal Carl und Elise Lange auf dem Städtischen Zentralfriedhof                                                                   | nach 1923 |                                                |
| 09040285 | Gudrunstraße (Lage)                                          | Grabmal Franz Carl Weiskopf auf dem Städtischen Zentralfriedhof                                                                    | nach 1955 |                                                |
| 09040286 | Gudrunstraße (Lage)                                          | Grabmal Freiherr von Wangenheim-Winterstein auf dem Städtischen Zentralfriedhof                                                    | 1921 |                                                |
| 09040291 | Gudrunstraße (Lage)                                          | Grabmal Friedrich Archenhold auf dem Städtischen Zentralfriedhof                                                                   | nach 1939 |                                                |
| 09040290 | Gudrunstraße (Lage)                                          | Grabmal Paul Meyerheim auf dem Städtischen Zentralfriedhof                                                                         | nach 1905 |                                                |
| 09040288 | Gudrunstraße (Lage)                                          | Grabmal Simon Blad auf dem Städtischen Zentralfriedhof                                                                             | 1909 von Ludwig Hoffmann und August Vogel |                                                |
| 09040289 | Gudrunstraße                                                 | Grabstätte Axel Fintelmann auf dem Städtischen Zentralfriedhof                                                                     | 1908 von Albert Manthe |                                                |
| 09040295 | Gudrunstraße (Lage)                                          | Grabstätte Hermann Mächtig auf dem Städtischen Zentralfriedhof                                                                     | nach 1909 |                                                |
| 09040292 | Gudrunstraße (Lage)                                          | Grabstätte Käthe Kollwitz auf dem Städtischen Zentralfriedhof                                                                      | 1936 von Käthe Kollwitz |                                                |
| 09040294 | Gudrunstraße (Lage)                                          | Grabstätte Ludwig Renn auf dem Städtischen Zentralfriedhof                                                                         | nach 1979 |                                                |
| 09040293 | Gudrunstraße (Lage)                                          | Grabstätte Otto Nagel auf dem Städtischen Zentralfriedhof                                                                          | nach 1967 von Gerhard Thieme |                                                |
| 09040287 | Gudrunstraße (Lage)                                          | Kolumbarium auf dem Städtischen Zentralfriedhof                                                                                    | um 1900 |                                                |
| 09090001 | Guntherstraße 44 (Lage)                                      | Mietshaus | 1905–1906 |                                                |
| 09040296 | Herzbergstraße 55 (Lage)                                     | Margarinewerke Berolina | Verwaltungs- und Bürogebäude, um 1909 von Karl Schramm unmittelbar entlang der Herzbergstraße errichtet |                                                |
| 09040296 | Herzbergstraße 55 (Lage)                                     | Margarinewerke Berolina | Hauptgebäude, um 1909 von Karl Schramm in die Tiefe des Grundstücks gebaut |                                                |
| 09040296 | Herzbergstraße 55 (Lage)                                     | Margarinewerke Berolina | Maschinenhaus (Werkstatthallen), Friedrich und Allrich, 1916 in die Tiefe des Grundstücks gebaut |                                                |
| 09040308 | Herzbergstraße 82–84 (Lage)                                  | AGA Automobilvertriebs-Gesellschaft m.b.H.                                                                                         | 1916–1919 von Bruno Buch |                                                |
| 09040309 | Herzbergstraße 111, Am Wasserwerk (Lage)                     | Gleichrichter- und Umspannwerk | 1928 von Hans Heinrich Müller |                                                |
| 09040311 | Herzbergstraße 117A (Lage)                                   | Elektrizitätswerk der Stadt Lichtenberg, Reparaturhalle und Verwaltungsgebäude                                                     | um 1910 |                                                |
| 09040003 | Hubertusstraße 47–49, Atzpodienstraße 6–8 (Lage)             | Stadtbad Lichtenberg | 1925–1928 von Rudolf Gleye und Otto Weis |                                                |
| 09040211 | John-Sieg-Straße 13 (Lage)                                   | Villa | um 1928 Das Wohnhaus (in der Bauzeit Wartenbergstraße 13 im Eigentum des Fleischermeisters Wilhelm v. d. Genschenfeld[e]) dient seit den späten 1990er Jahren als Kulturtreff.                                              |                                                |
| 09040320 | Josef-Orlopp-Straße 34/36 (Lage)                             | Konsumgenossenschaft Berlin und Umgegend, Vorstands- und Verwaltungsgebäude Bestandteil des Ensembles: Konsumgenossenschaft Berlin | 1913–1914 von Leberecht P. Ehricht |                                                |
| 09040321 | Josef-Orlopp-Straße 38/42 (Lage)                             | Konsumgenossenschaft Berlin und Umgegend, Wohlfahrtsgebäude Bestandteil des Ensembles: Konsumgenossenschaft Berlin                 | 1929–1930 von Fritz Wettstein |                                                |
| 09040240 | Loeperplatz Möllendorffstraße (westl. von Nr. 33) (Lage)     | Der Sämann; (Siehe auch Loeper (Familie)) Bestandteil des Ensembles: Loeperplatz                                                   | Einweihung um 1915, Bildhauer nicht bekannt |                                                |
| 09040239 | Loeperplatz Möllendorffstraße (Lage)                         | Dorfkirche Lichtenberg Bestandteil des Ensembles: Loeperplatz                                                                      | Zweite Hälfte 13. Jh., Wiederherstellung vor 1955 von P. Schulz, um 1965 von Hans Wollenberg |                                                |
| 09040243 | Möllendorffstraße (nördl. von Nr. 3) (Lage)                  | Blutmauer, Gedenkmauer für ermordete Spartakuskämpfer                                                                              | um 1925 und 3. Viertel 20. Jh. |                                                |
| 09040244 | Möllendorffstraße (nördl. von Nr. 3) (Lage)                  | Grabkreuz der Wilhelmine Loeper | 1842 |                                                |
| 09040245 | Möllendorffstraße 6 (Lage)                                   | Rathaus Lichtenberg | 1896–1898 |                                                |
| 09040252 | Möllendorffstraße 33 (Lage)                                  | Pfarrhaus Bestandteil des Ensembles: Loeperplatz                                                                                   | 1848–1849 Im 21. Jahrhundert wurde die Treppe samt Handlauf erneuert. |                                                |
| 09090007 | Normannenstraße 20–22 (Lage)                                 | Dienstkomplex der Zentrale des Ministeriums für Staatssicherheit der DDR Bestandteil des Ensembles: Zentrale des MfS               | HV A-Gebäude (Haus 7), 1956. Der Gebäudekomplex besteht aus zwei rechtwinklig zueinander angeordneten Trakten, seine Eingänge sind mit Buchstaben gekennzeichnet.                                                           | Eingang B Haus 7                               |
| 09090007 | Normannenstraße 20–22 (Lage)                                 | Dienstkomplex der Zentrale des Ministeriums für Staatssicherheit der DDR Bestandteil des Ensembles: Zentrale des MfS               | Speisehaus (Haus 22), 1960 Die Kantine ist zweigeschossig, ihr Eingang liegt dem Haus 1 schräg gegenüber. Ihre Ausstattung zeigt einige typische Merkmale der damaligen Zeit: Eloxal-Türen und -Fenster sowie Wandlaternen. | Ansicht von Nordosten                          |
| 09090007 | Normannenstraße 20–22 (Lage)                                 | Dienstkomplex der Zentrale des Ministeriums für Staatssicherheit der DDR Bestandteil des Ensembles: Zentrale des MfS               | Zwischenbau (Haus 1) (seit den 1990er Jahren Forschungs- und Gedenkstätte Normannenstraße), 1961–1962 vom Entwurfsbüro 110                                                                                                  |                                                |
| 09040259 | Parkaue 24/34 (Lage)                                         | Mietshaus Bestandteil des Ensembles: Am Stadtpark                                                                                  | 1914–1915 von Gustav Gebhardt |                                                |
| 09040260 | Parkaue 23/29 (Lage)                                         | Oberrealschule und Realgymnasium mit Einfriedung Bestandteil des Ensembles: Am Stadtpark                                           | 1910–1911 von Johannes Uhlig und Wilhelm Grieme, Umbau und Erweiterung zum Haus der Jugend (Theater an der Parkaue), 1948–1950 von Waldemar Alder und Waldemar Heinrichs                                                    |                                                |
| 09040261 | Paul-Junius-Straße 2–12, Scheffelstraße 15/16 (Lage)         | Wohnanlage | 1924–1927 von Hans Kraffert |                                                |
| 09040264 | Rathausstraße 8/9 (Lage)                                     | Cecilien-Lyzeum mit Direktorenwohnhaus                                                                                             | 1908–1910 von Wilhelm Grieme und Johannes Uhlig |                                                |
| 09040022 | Roedeliusplatz 2 (Lage)                                      | Glaubenskirche Bestandteil des Ensembles: Roedeliusplatz                                                                           | 1903–1905 von Ludwig von Tiedemann; durch Verkauf an die Kopten seit den späten 1990er Jahren St. Antonius & St. Shenouda-Kirche                                                                                            |                                                |
| 09040322 | Ruschestraße 58–63 (Lage)                                    | Konsumgenossenschaft Berlin und Umgegend, Zweite Bäckerei Bestandteil des Ensembles: Konsumgenossenschaft Berlin                   | nach 1913 von Leberecht P. Ehricht (D) |                                                |
| 09040323 | Ruschestraße 64/70 Bornitzstraße (Lage)                      | Konsumgenossenschaft Berlin und Umgegend, Werkstättengebäude mit Tankstelle Bestandteil des Ensembles: Konsumgenossenschaft Berlin | 1926–1927 von Otto Wettstein |                                                |
| 09040323 | Ruschestraße 64/70 Bornitzstraße (Lage)                      | Konsumgenossenschaft Berlin und Umgegend, Werkstättengebäude mit Tankstelle Bestandteil des Ensembles: Konsumgenossenschaft Berlin | Tankstelle, 1926–1927 von Otto Wettstein |                                                |
| 09040023 | Schottstraße 6 (Lage)                                        | Gemeindehaus Bestandteil des Ensembles: Roedeliusplatz                                                                             | 1927–1928 von Claus und Schepke, Umbau 1948 |                                                |
| 09040218 | Schulze-Boysen-Straße 20 (Lage)                              | Schule | 1904–1905 von Hans Schütte |                                                |
| 09040218 | Schulze-Boysen-Straße 20 (Lage)                              | Schule | Turnhalle, 1904–1905 von Hans Schütte |                                                |
| 09040233 | Stefan-Heym-Platz Frankfurter Allee Möllendorffstraße (Lage) | Fischerbrunnen mit Bronzeskulptur                                                                                                  | um 1930 von Hans Latt |                                                |
| 09040219 | Wiesenweg 5–9 (Lage)                                         | Umspannwerk; nach Stilllegung nun Kulturstätte Canteatro                                                                           | 1904 | seit Beginn des 21. Jh. Kulturstätte Canteatro |

## Gartendenkmale
| Nr.      | Lage                                                                  | Offizielle Bezeichnung                                                                                           | Beschreibung | Bild                          |
| -------- | --------------------------------------------------------------------- | --- | --- | ----------------------------- |
| 09040265 | Gotlindestraße 80 (Lage)                                              | Städtischer Friedhof                                                                                             | Anlage von 1886; seit etwa 1985 stillgelegt Teilflächen am nördlichen Rand wurden verkauft und von einem Investor mit Wohnhäusern bebaut. (siehe auch Gesamtanlage Gotlindestraße 80) | Ansicht vom Eingang westwärts |
| 09040265 | Gotlindestraße 80 (Lage)                                              | Städtischer Friedhof                                                                                             | Grabstätte Loeper, 1886, 1925 |                               |
| 09040265 | Gotlindestraße 80 (Lage)                                              | Städtischer Friedhof                                                                                             | Grabstätten Oskar Ziethen und Ehefrau Frieda Ziethen |                               |
| 09040265 | Gotlindestraße 80 (Lage)                                              | Städtischer Friedhof                                                                                             | Erbbegräbnisse an der Südwand, 1932–1934 Die Familiengrabstätten sind zur Gotlindestraße hin mit einer Mauer abgegrenzt. Sie sind unterschiedlich gut erhalten und gehör(t)en mindestens 6 ehemaligen Lichtenberger Einwohnern (von Ost nach West): Familie Lehne (1), Familie Müller, Familie Ackermann, Familie Dittner, Familie Lehne (2) mit Strogaty und Westphal sowie Familie Herrmann (Gruft). | Ein Teil der Erbbegräbnisse   |
| 09045899 | Herzbergstraße 79 Allee der Kosmonauten (Lage)                        | Garten der ehem. Städtischen Irrenanstalt Herzberge Bestandteil des Ensembles: Städtische Irrenanstalt Herzberge | 1889–1893 von Hermann Blankenstein, Erweiterungen nach 1913 |                               |
| 09045901 | Siegfriedstraße 17–27B, Hagenstraße 28–39, Rüdigerstraße 78–81 (Lage) | Freiflächen der Wohnanlage der BVG                                                                               | 1925 und 1930 von Albert Brodersen | Panoramaansicht               |

## Ehemalige Denkmale
| Nr.      | Lage                      | Offizielle Bezeichnung                                                               | Beschreibung                               | Bild                                                              |
| -------- | ------------------------- | ------------------------------------------------------------------------------------ | ------------------------------------------ | ----------------------------------------------------------------- |
| 09040310 | Herzbergstraße 118 (Lage) | Transformatorenwerk; Abriss 2009, nur noch Baudenkmal Herzbergstraße 117A vorhanden. | Ehemalige Bestandteile des Ensembles:      | Ehemalige Bestandteile des Ensembles:                             |
| 09040310 | Herzbergstraße 118 (Lage) | Transformatorenwerk; Abriss 2009, nur noch Baudenkmal Herzbergstraße 117A vorhanden. | 09040312 – Verwaltungsgebäude, um 1910     | Trafowerk (links hinten), Öllagerhalle (rechts), Herzbergstr. 118 |
| 09040310 | Herzbergstraße 118 (Lage) | Transformatorenwerk; Abriss 2009, nur noch Baudenkmal Herzbergstraße 117A vorhanden. | 09040313 – Öllagerhalle, um 1910           | Bild siehe hier drüber                                            |
| 09040331 | Siegfriedstraße 71 (Lage) | Tribüne am BVG-Stadion                                                               | nach 1920 von Jean Krämer; 2016 abgerissen |                                                                   |